# Casa de Moneda de Popayán
La Real Casa de Moneda de Popayán, fundada originalmente como la Casa del Tesoro Real de Popayán fue una ceca de acuñación establecida a mediados del siglo XVIII por el aristócrata español Pedro Agustín de Valencia, padre de Francisco de Valencia i conde de Casa Valencia. El edificio se ubicaba en al extremo occidental del centro histórico de Asunción de Popayán en la esquina que formaban las calles de La Moneda y Real de San Francisco (Carrera 11 con Calle 4), brindándole prestigio a la ciudad entre las demás urbes de la región dándole influencia sobre el virreinato y en el imperio, especialmente durante la etapa de esplendor de la población. 
Desde su fundación y hasta su cierre en 1820, fue la entidad que reguló la fabricación y exportación de monedas de diversos metales en gran parte de las Reales Audiencias de Quito y Santa Fe, contando con las marcas de (P, P.N y PN) en sus divisas junto con la inicial del real maestro o el ensayista de ese momento. Aunque no solo se dedicó a esa labor numismática, al ser una fundidora famosa en toda la región, fue la responsable de la hechura de los lindos barandales de los balcones de las casonas y aditamentos religiosos para el enriquecimiento de la imaginería de la Semana Santa en Popayán.Siendo sede del taller de la rama orfebre de la Escuela Payanesa de arte.
En 1956, la República de Colombia conmemoró el 200 aniversario de la Casa de la Moneda de Popayán (1756-1956) con la emisión de una moneda de plata con valor facial de un peso, que reproduce en su reverso la puerta principal del antiguo edificio de la Casa de la Moneda.

## Historia

### Antecedentes
Tras la apertura del puerto de Buenaventura y la construcción del Camino Real Español que venía desde San Francisco de Quito y se dirigía a Santafé de Bogotá, Popayán pudo expandir tanto su población como su infraestructura, necesaria para el nuevo rol de centro económico  de comercio que tomaba la ciudad, sobre todo con las primeras excavaciones en las cercanas minas del Chocó, Barbacoas, Raposo, Nueva Segovia de San Esteban de Caloto, San Luis de Almaguer y Santa Bárbara de Iscuandé, que inundaron la urbe de oro, plata y piedras preciosas y semipreciosas, muy valoradas en ese entonces, el único problema que contrajo toda esta nueva bonanza, fue que se tenía que rendir cuentas y enviar lo recaudado a la Casa de Moneda en Bogotá a más de 500 km de distancia, dado que era la única y más cercana en toda la región. Por este motivo, la provincia de Popayán no tenía un control real en sus recursos mineros y tampoco se beneficiaba mucho de los mismos.
En consecuencia desde inicios del siglo XVII, ya se venían gestando ideas de solicitar al Rey de España el permiso para establecer su propia casa de moneda. Sin embargo, estos planes nunca llegarían a florecer, dado el gran riesgo de sismicidad de la ciudad lo que afectaba a las estructuras de bahareque utilizadas en la región y a la guerra de sucesión española que al cambiar de dinastía dejó tambaleando políticamente al Imperio Español, por lo que no se le dio más importancia al asunto.

### Fundación (SigloXVIII)

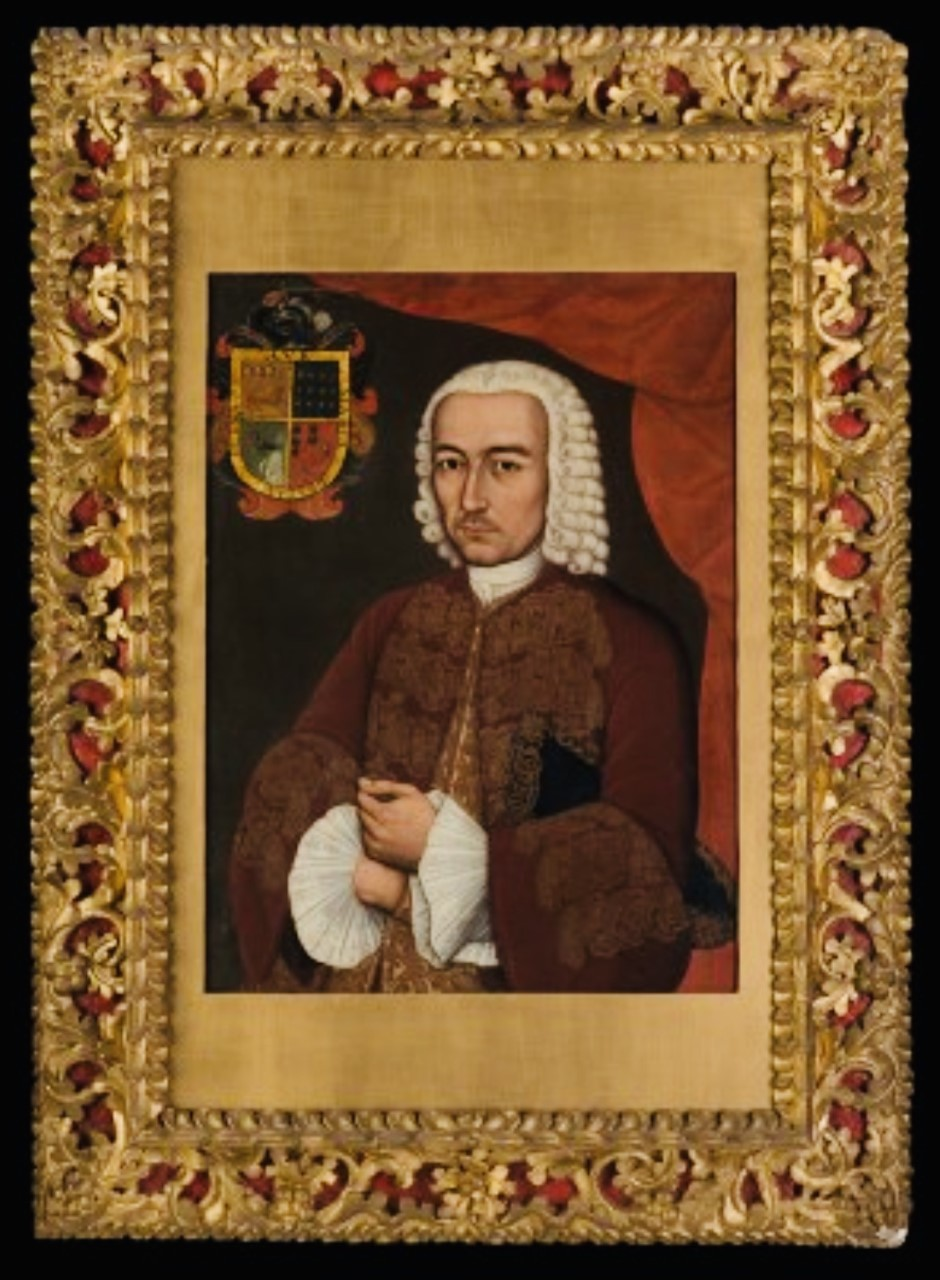
Don Pedro Agustín, fundador de la casa de moneda de Popayán

A comienzos del siglo XVIII, se retomó con aun más fuerza la idea de darle autonomía a Popayán en el manejo de sus recursos, por estos años también toma más relevancia la noble e hidalga dinastía de la Casa de Valencia originaria de Valencia, donde descendían de la antigua nobleza castellana del siglo XIII.
Uno de los miembros más destacados de esta familia fue don Pedro Agustín de Valencia y Fernández del Castillo quien fue el tercero de los catorce hijos del español Pedro de Valencia y Aranda, oriundo de Málaga, y la payanesa María Josefa Fernández del Castillo. Su padre había llegado a las Indias Occidentales en 1695 y se estableció ese mismo año en Popayán, ciudad de la cual llegó a ser alcalde ordinario en dos ocasiones y en la que contrajo matrimonio el 30 de julio de 1703. 
Y fue precisamente don Pedro quien en 1725 envió diversas misivas a la Corona española al mando del rey Felipe V para conseguir su aprobación con el pretexto de "evitar la extracción clandestina que se hacía en pasta y polvo de oro que producen aquellas provincias con motivo de la distancia de Santafé.''

El 8 de junio de 1726 el monarca de España ordenó al presidente de la Real Audiencia de Santafé, don Antonio Manso Maldonado que le informase acerca de la conveniencia de establecer una casa de moneda en Popayán. Al constatar la enorme riqueza de las minas de la región y la dificultad para trasladar los valiosos bienes hasta ciudades más grandes como Santafé, Lima o Quito, se decidió finalmente conceder el permiso.

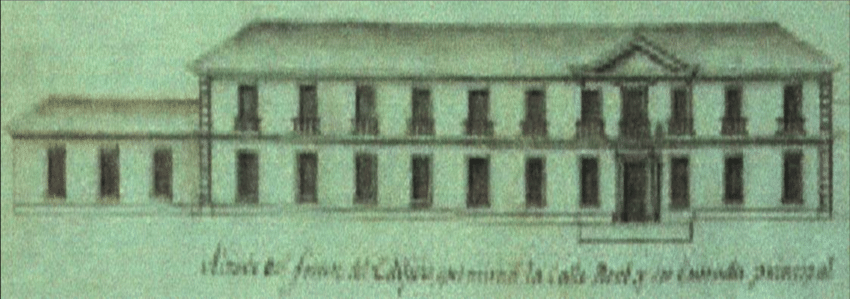
Antigua fachada colonial de la Casa de Moneda. Fotografía propiedad de Researchgate y extraída del Archivo Nacional de Bogotá

El 29 de junio de 1729, se decretó conforme a lo dictaminado por Real Cédula, que el rey de España autorizaba la solicitud de Popayán y de daba luz verde a la erección de una Casa de Moneda en esa ciudad, más la buena nueva no pudo ser llevada a feliz término como lo estipulaba la corona dada la insuficiencia de fondos en las arcas locales, la pugna existente entre Valencia y el tesorero de Santafé, don Juan José Prieto por el bloqueo por parte de este para la continuación del proyecto, temiendo una pérdida en la hegemonía de Bogotá en detrimento de Popayán, además que el 2 de febrero de 1736 ocurrió un devastador terremoto que casi borró a la ciudad del mapa. Sin embargo, el rey Fernando VI nombró a Pedro Agustín como tesorero propietario de la Casa de Moneda de Popayán el 15 de agosto de 1749, por lo que se retomaron de inmediato las obras para la construcción de las instalaciones de la nueva institución que habían comenzado previamente en 1729, este proyecto sería financiado por le propio Valencia (que destinó buena parte de su fortuna para ello) y con planos del arquitecto español Antonio García.

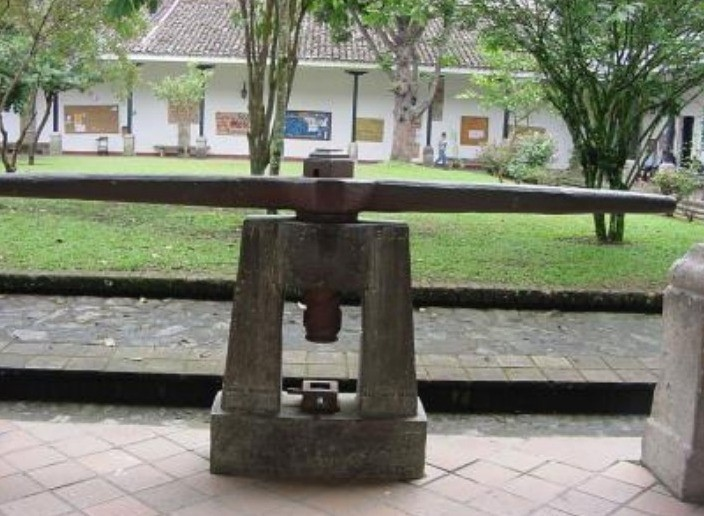
Antiguo troquel de la Casa de Moneda aún conservado en la Facultad de Derecho de la Universidad del Cauca, datado de 1752 aprox.

Para el emplazamiento de la futura casa de moneda, don Pedro adquirió de los franciscanos unos terrenos que tenía contiguos a la derruida iglesia de los Frailes Menores, quienes ya tenían desde el siglo XVI el Monasterio de Nuestra Señora de las Gracias (Actual Hotel Dann Monasterio), mientras que la parte occidental en el área de la esquina contigua a la salida de Popayán hacia El Tambo conocida en ese entonces como Portazgo Real de Occidente, fue dispuesta para la construcción de la casona, cuyas obras se retomaron cerca de mayo de 1752 (ya que previamente habían comenzado en 1749 pero se tuvieron que suspender), trayendo desde Europa los más modernos instrumentos para una casa de moneda que se podían disponer, se trajeron troqueles, volantes grandes y pequeños, cerámica fina, entre otras cosas, terminándose en primera instancia una casona amplia de dos plantas hecha en tapia pisada y bahareque, con una portada en cantera de piedra para enmarcar el portón que daba a la Calle 4, contaba también con barandas en los balcones del segundo piso y un frontón triangular sobre la entrada. En su interior tenía habitaciones dedicados a la fundición de los metales valiosos, y sótanos con pesebreras dado que el lado occidental de la casona que daba a la Carrera 11 existe una ligera pendiente, poseía también varios patios empedrados que eran flanqueados por pilastras en todos sus lados.

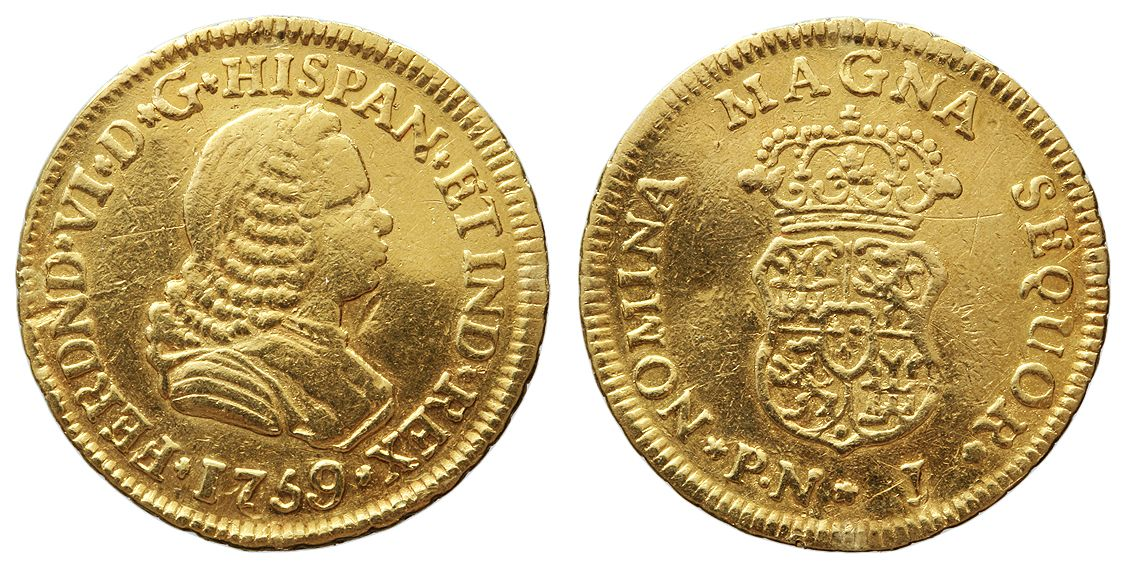
Monedas con la cara y el escudo del rey Fernando VI de España acuñadas desde la Casa de Moneda de Popayán en 1759, véase las siglas P.N bajo el sello indican la ciudad y la sigla J es por el maestro de acuñación de monedas, don Juan Corchero.

Durante las realizaciones de la obra se vio la necesidad de suplir la falta de recursos de agua para todas las actividades de fundición y cotidianas de la casona, hasta ese entonces el principal sustento acuífero para la población eran los ríos Molino y Ejido, por lo que don Pedro Agustín financió la construcción de un acueducto privado que llevaría el preciado líquido desde las entrañas del Cerro de la Eme o de las tres Cruces hasta la casa, siendo este el primero de toda la ciudad y el que inició la ampliación de las redes de abastecimiento para toda la ciudadanía que desembocaban en los conocidos Chorros de los cuales solo uno se halla en funcionamiento en la actualidad, el de La Pamba.
Finalmente y tras ser plenamente establecida y entrando en funcionamientos, la casa de moneda hacía su primera acuñación de moneda el 8 de febrero de 1758. Se trataba de una pieza de dos escudos del rey Fernando VI; la primera onza fue expedida el 6 de abril; el 8 de ese mismo mes la media onza y finalmente, el 24, se acuñó un escudo, comenzando así una nueva era para toda la región.

### SigloXIX

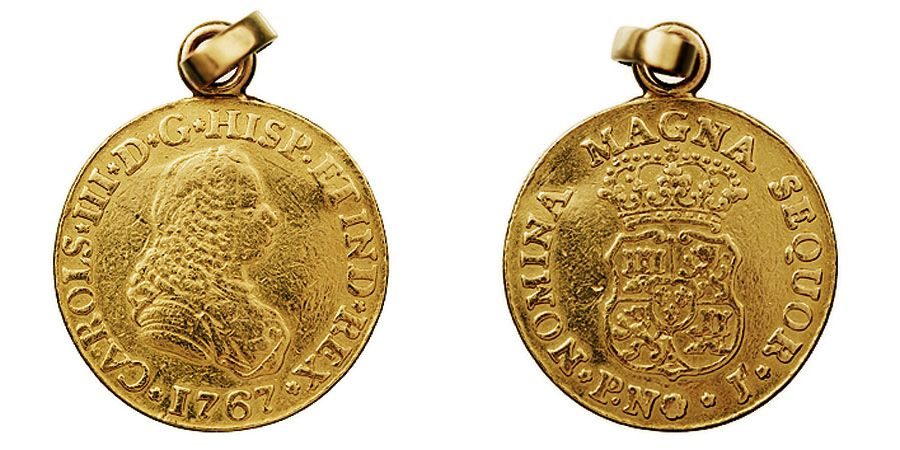
Monedas con la cara y el escudo del rey Carlos III de España acuñadas desde la Casa de Moneda de Popayán en 1767, véase las siglas P.N bajo el sello indican la ciudad y la sigla J es por el maestro de acuñación de monedas, Juan Corchero.

A fines del siglo XVIII, la sola existencia de la Real Casa de Moneda en Popayán fue sujeto a una gran polémica debido al recelo de Santafé de Bogotá por mantener la hegemonía en todo el Virreinato de Nueva Granada, tanto en el ámbito político como el económico, por lo que tanta especulación y miedo a que este nuevo ente afectara en alguna medida a la Real Hacienda conllevo a que el rey Carlos III expidiera una Real Cédula el 16 de noviembre de 1761, ordenando a que la Casa cesará indefinidamente sus funciones. Sin embargo, las quejas y reclamos por parte de la ciudad de Quito y de toda la Real Audiencia se hicieron escuchar, pidiendo su reapertura, dado que era suplida por la casa de moneda payanesa debido a su cercanía, en consecuencia se promulgó la Real Cédula del 23 de agosto de 1766, reiniciando operaciones desde el año siguiente.

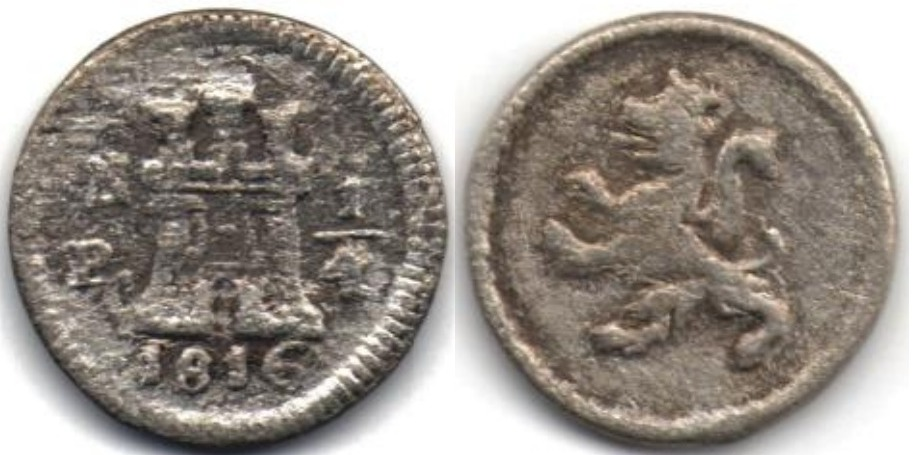
Moneda en plata acuñada en Popayán (P^{N}) en 1816, con los símbolos de los reinos de Castilla y León.

A finales del siglo XVIII e inicios del XIX, la producción de monedas era constante, con el arduo trabajo de las fraguas, los hornos y los trabajadores, abriéndose inclusive una escuela de enseñanza en el oficio y también un taller de orfebrería donde se confeccionaron varias piezas de joyería y complementos de los pasos de las procesiones de Semana Santa. Varias barandas y elementos en hierro que forman hoy en día parte de las fachadas coloniales del centro fueron hechas en esta casa de acuñación, como encargo de las familias aristocráticas, viviendo Popayán un fugaz periodo de esplendor económico. Hasta que tras la invasión napoleónica de España y el exilio de la familia real borbónica, las colonias americanas comenzaron distintas sublevaciones contra el no reconocido reinado de José I Bonaparte.

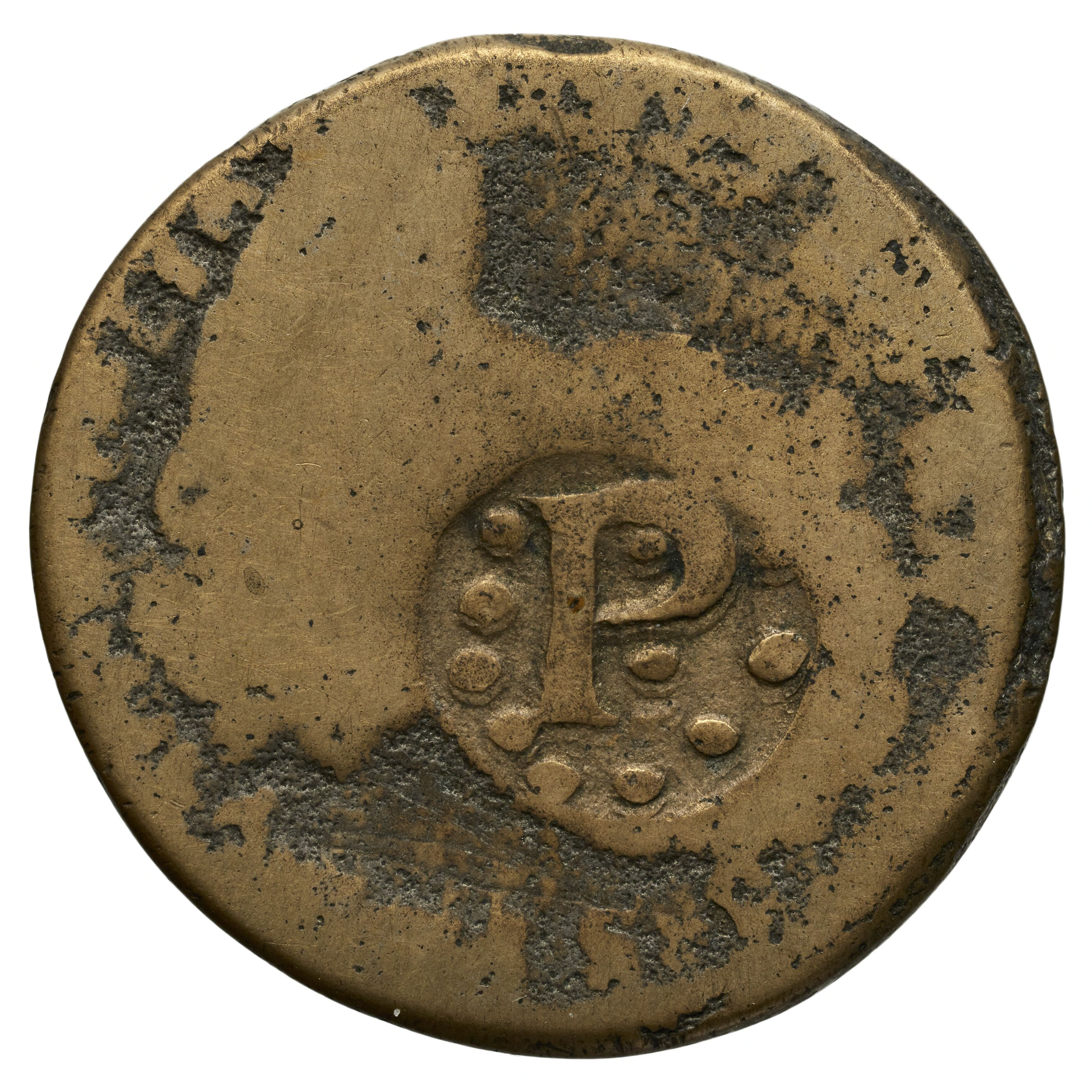
Moneda en cobre solo con resello de la sigla de Popayán (P), datada durante la transición entre la era española y grancolombiana

El 20 de julio de 1811, se proclamó la independencia de la Nueva Granada del Imperio Español en Bogotá. No obstante, Popayán continuo siendo fielmente un bastión realista, al igual que San Juan de Pasto, Santa Marta y Riohacha; con todo esto y a pesar de estar en contra de la emancipación, la región fue incluida dentro de las Provincias Unidas de la Nueva Granada; a pesar de ello, la ciudad proclamó finalmente su independencia el 24 de marzo de 1814, cuando ya se encontraba bajo el poder de la Confederación de las ciudades amigas del Valle del Cauca después de la Batalla del Bajo Palacé en 1811, continuando en manos patriotas hasta que el 13 de mayo de 1816, las tropas españolas al mando del virrey Juan de Sámano retomaron definitivamente la urbe. Curiosamente los patriotas continuaron con la acuñación de monedas de 2 y 8 reales, pero estas tenían la peculiaridad de no contar ni con la cara y escudo del rey Fernando VII, sino con la inscripción Nuevo Reyno de Granada.

La casona continuó en funciones al servicio de la Corona hasta que las tropas realistas fueron expulsadas definitivamente el 10 de julio de 1820, tras esta derrota, el presidente de la Real Audiencia de Quito, Juan de la Cruz Mourgeon ordenó el 26 de diciembre de 1821 desmantelar la casa de moneda y trasladar todo utensilio llevable para su protección, dejando solo en la ciudad, los volantes grandes, las fraguas y los molinos de viento, iniciando así tu rápido declive, que culminó con la casona abandonada y el fin de la Real Casa de la Moneda. Se consta, ya durante los tiempos de la Gran Colombia que Francisco de Paula Santander intentó reactivar la casa de moneda en julio de 1822 con la fabricación de troqueles para la acuñación de nuevas monedas, pero estas eran dispuestas solo para el pago de militares y poco se pudo hacer con la inevitable quiebra de la Casa de Moneda que cesó definitivamente actividades tiempo después, quedando el inmueble en un deterioro alarmante que en nada rememoraba el glorioso pasado de la institución.

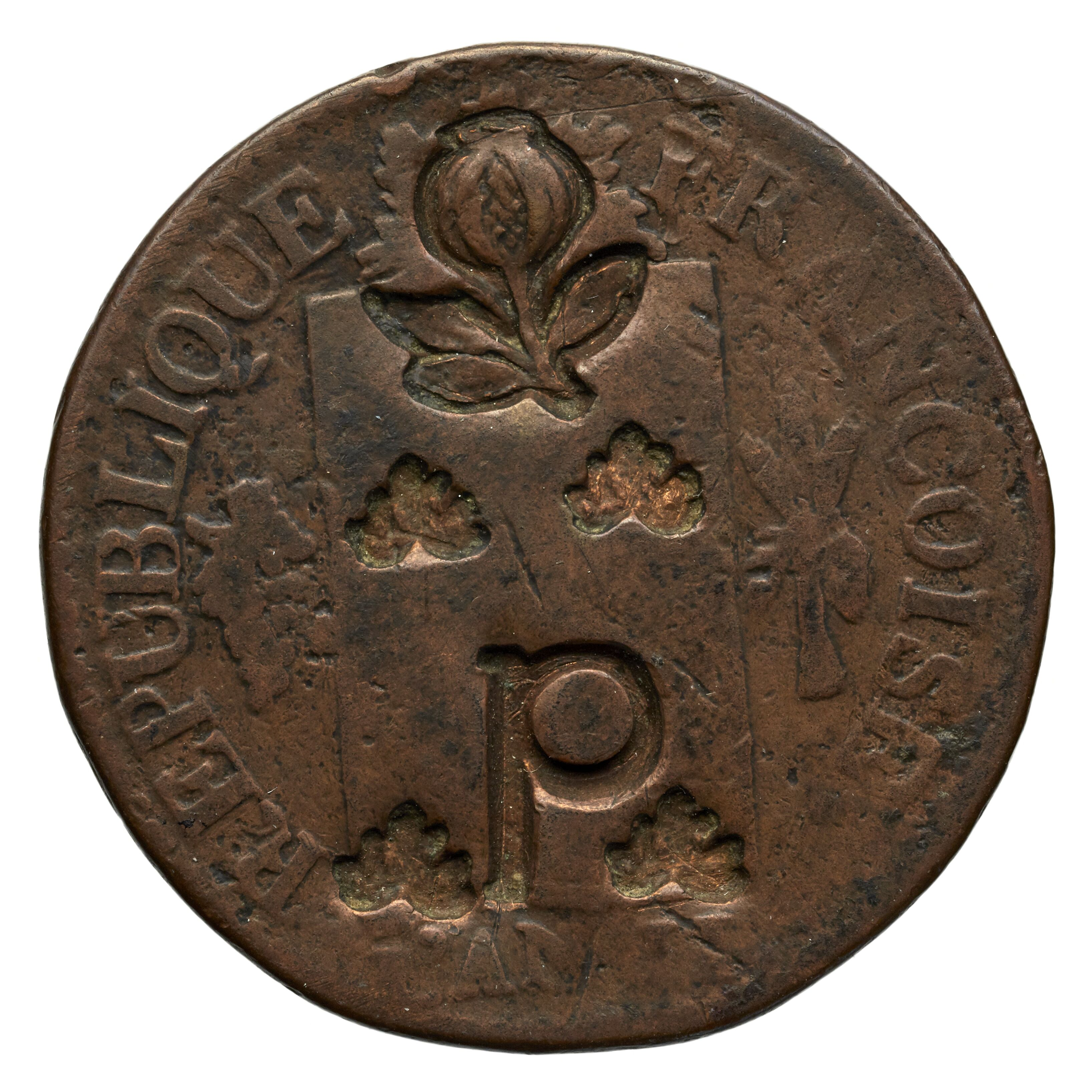
Franco en bronce de la Primera República Francesa (Siglo XIX), con resello de Popayán (P) con la granada, símbolo de la Gran Colombia.
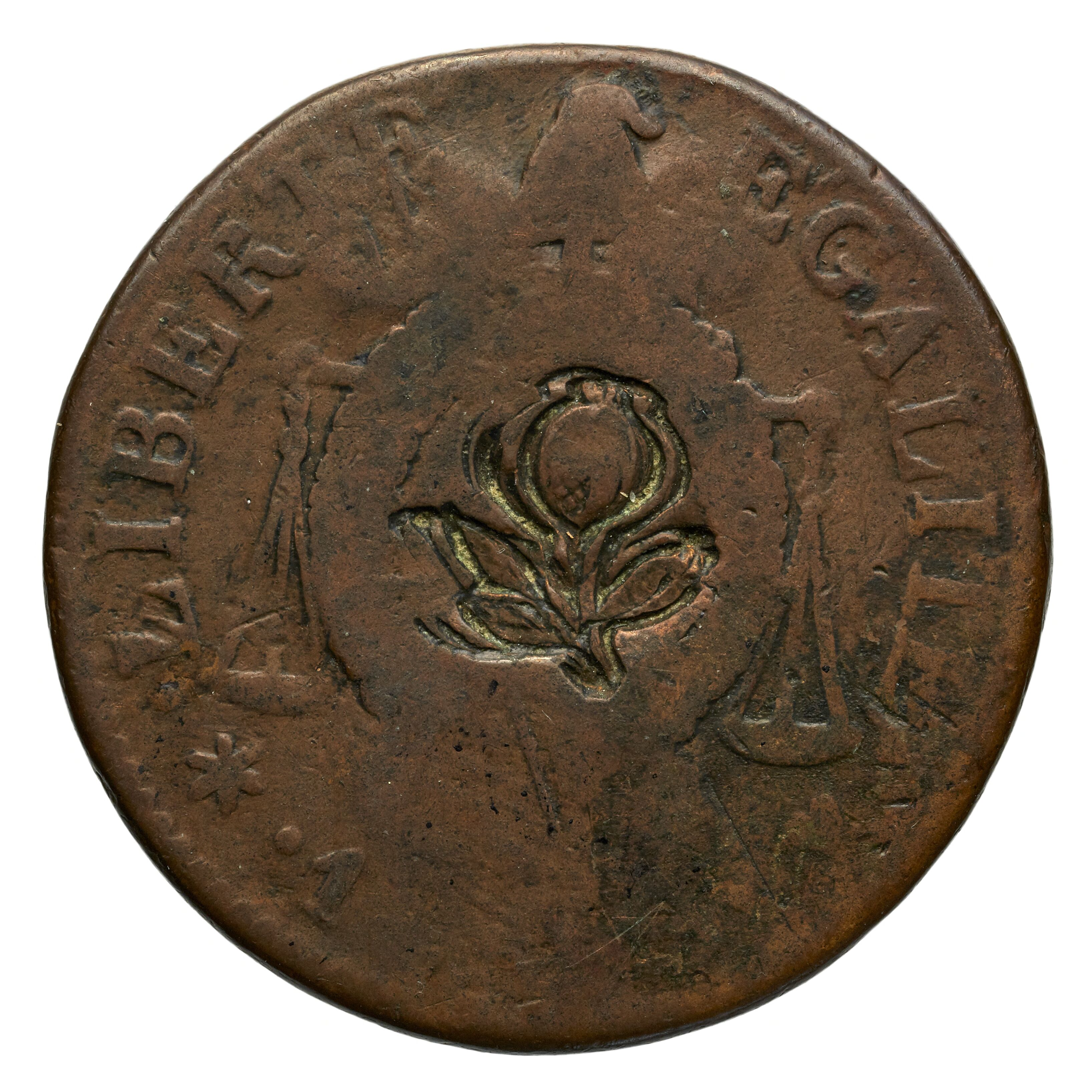
Anverso de franco en bronce de la Primera República Francesa (Siglo XIX), con resello de la granada, símbolo de la República de la Gran Colombia.

### SigloXX

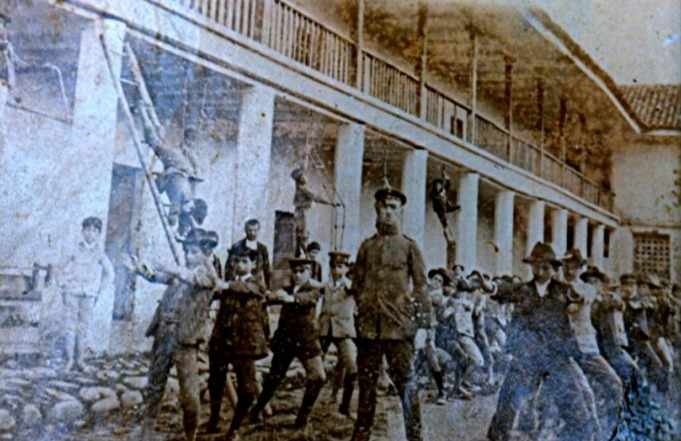
Entrenamiento del Batallón Junín inicios del.

Tras el cierre de la casa de moneda, el edificio estuvo prácticamente abandonado y sin ningún uso durante la mayor parte del siglo XIX quedando varias secciones en ruinas por la falta de mantenimiento. Entrado el ocaso del siglo y viendo que uno de los edificios más grandes y extensos de la ciudad estaba desalojado y sin función alguna, fue destinado finalmente como alejamiento del cuartel general del Batallón Junín del Ejército Nacional de Colombia durante el mandato del presidente payanés, general Tomás Cipriano de Mosquera. Debido al avanzado deterioro que sufrió el edificio debido a las inclemencias del clima y otros factores se necesitaron hacer modificaciones a la estructura original, derruyendo los patios del norte, parte del área central para dejar grandes espacios de entrenamiento para las fuerzas militares, cubriendo parte de las ruinas con tierra apisonada. 

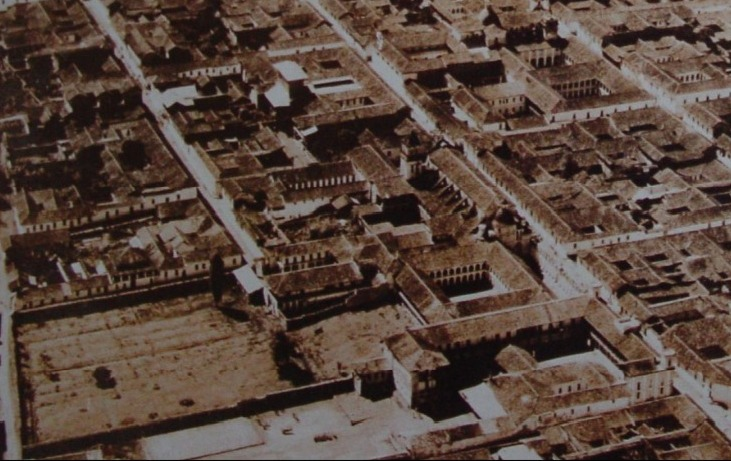
Foto aérea de la Casa de Moneda en la parte inferior en el año de 1936 (Foto tomada por Ricardo Quintero)

Sin embargo entrados los años 30, viendo que la casona había sido muy castigada por varios sismos al inicio del siglo y por cuestiones de estética y ampliación se tomó la decisión de remodelar el edificio, demoliéndolo en 1932 y levantando una nueva fachada que fue planificada en la arquitectura republicana con toques eclécticos de otros estilos basándose en un plano del mismo arquitecto del siglo XVIII, el español Antonio García, además que se le añadieron dos característicos torreones de vigilancia en cada uno de los extremos que daban a la calle 4, con almenas en sus cúspides que daban la ilusión de semejanza con los castillos europeos medievales. 
Quedado terminadas las remodelaciones se continuó dándole el uso militar a la casona durante mucho tiempo hasta que en 1950 fue desalojado el Batallón Junín y se dispuso el lugar como estación de la Policía Nacional de Colombia, haciendo posteriores adecuaciones como la construcción de una cancha y patios de gruesas lozas de cementos, funcionando como tal hasta el inicio de la década de los 80. 
El 30 de diciembre de 1959, el centro histórico (incluida la Casa de Moneda) fueron declarados como Monumento Nacional de Colombia por medio de la Ley 163 30-xii-1959.

### Terremoto de 1983

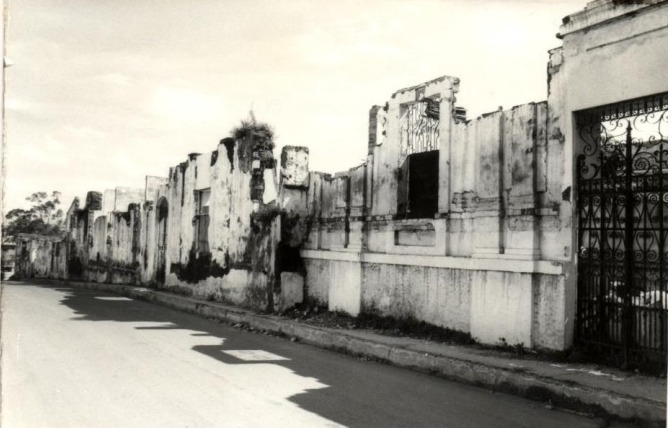
Casa de Moneda en ruinas tras el terremoto de 1983

El 31 de marzo de 1983, a las 08:15 de la mañana se registró una de las peores catástrofes de todo el país, cuando en 18 segundos de duración la ciudad fue sacudida hasta sus cimientos por un sismo de 5,5 grados de intensidad, el cual destruyó casi todo el centro histórico y la casona de la casa de moneda no fue la excepción, viniéndose abajo el segundo piso junto con los torreones, sobreviviendo solo parte de la pared del primer piso y de la esquina. Quedando los vestigios a merced del saqueo y de la caótica situación, la penuria de los damnificados, la falta de coordinación en las ayudas y muchos otros factores, no se le dio mucha importancia a su reconstrucción trasladándose la estación de policía y quedando solo ruinas durante un breve periodo de tiempo, hasta que los propietarios de la casa la ver su deplorable estado en el que se encontraba decidieron demolerla por completo y nivelar la pendiente que descendía hasta el río Molino sin tomar en consideración su estatus como Monumento de la Nación.
Hacia 1994, el predio pasa a ser propiedad de la Corporación de Turismo del Cauca (Caucatur), siendo solo de utilidad para parqueadero público del centro y oficial de autos retenidos de la Policía de Tránsito aunque en momentos esporádicos servía de lugar para las tradicionales exposiciones de artesanías durante la Semana Santa de Popayán.

### Estado actual
Desde 2007, el predio pasó a la Gobernación del Cauca, que destinó la parte norte del terreno para la construcción del Centro de Convenciones Casa de la Moneda de Popayán, decisión que fue muy polémica en ese entonces sobre todo entre arqueólogos, dado que comprometía la mitad norte de los vestigios de la casona. Por lo que se iniciaron excavaciones para recopilar, documentar y salvaguardar todos los hallazgos que fuesen posibles, esta expedición fue organizada por parte del Departamento de Antropología de la Universidad de Cauca, en colaboración con las autoridades gubernamentales.

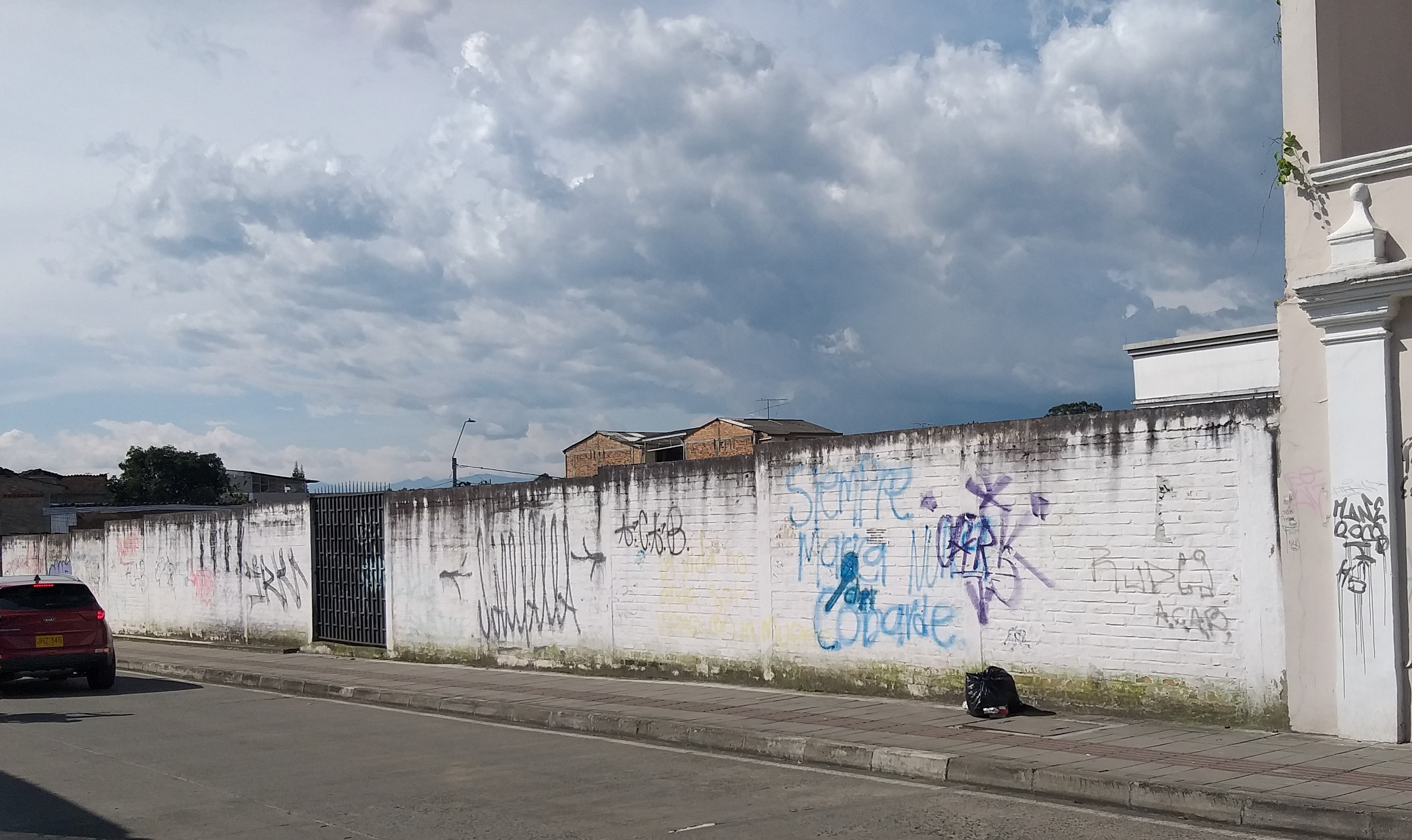
Terreno donde algún día estuvo la Casa de Moneda de Popayán

Tras varios meses de excavaciones en el lote se pudieron sacar a la luz restos de las fachadas ecléctica del siglo XX y colonial del XVIII, varias habitaciones con su piso original, bases de los gruesos muros de ladrillo de adobe, corredores con jambas de puertas, alrededor de 5 patios, 2 de ellos aun empedrados con desagües, parte del basamento del segundo piso, los hornos de fundición, depósitos de carbón, vestigios del primer acueducto de la ciudad, cocina, las áreas de trabajo y del área doméstica, mientras que entre los escombros se pudieron rescatar varios objetos cotidianos de las diferentes épocas de la casona como cerámica proveniente de diversas partes del mundo que van desde Popayán hasta lugares como Italia, España (Como lo son Sevilla o Talavera), Inglaterra, Nueva España, Panamá, inclusive porcelana de China o con influencias de varias culturas como la indígena o la africana. También se encontraron monedas del inicio de la era republicana y del siglo XX, entre otras muchas cosas que solo enriquecieron la historia de la Casa de Moneda que para ese entonces era casi desconocida para la ciudadanía payanesa.
Pero a pesar de todos estos descubrimientos, se dio continuación a las obras del nuevo centro de convenciones, el cual se finalizó y se inauguró el 23 de diciembre de 2015 con la presencia de la ministra de Comercio, Industria y Turismo de ese entonces, Cecilia Álvarez. Habiéndose invertido una suma cercana a los 12.570 millones de pesos para su construcción, con el precio de haber demolido los restos del ala norte de la antigua casa de moneda que era destinado para el cuidado de las bestias de carga y era parte del área doméstica. En la actualidad el predio se haya totalmente abandonado con un solo muro de ladrillo que lo cierra, mientras la maleza y las plantas crecen por doquier, en las últimas semanas santas desde 2022, se usa el lote como sede de las artesanías, cubriendo el suelo con aserrín sin tener en cuenta las valiosas ruinas. Hasta el momento no se tiene conocimiento de algún proyecto de conservación o restauración para con los vestigios que este en curso, quedando así en abandono un importante legado para la ciudad.

## Operaciones durante su funcionamiento
A lo largo de su relativamente efímero funcionamiento, la casa de moneda llegó a ser muy productiva con una amplia variedad de recursos mineros disponibles que arribaban a la ciudad. Sin embargo, tendría que enfrentar muchas vicisitudes, ya que con el paso del tiempo, la ciudad perdería importancia, tras varios sucesos que acontecieron en la región, entre ellos el fin del período borbónico e inicio de la era republicana, a lo que se sumó la fluctuación en la calidad del material para la fabricación y acuñación de las monedas. En la siguiente tabla, se comparan los monarcas españoles reinantes con el tipo de metal utilizado para la acuñación de monedas.
| Rey de España | Retrato del Monarca | Escudo Real | Periodo de su reinado | Monedas en Oro | Monedas en Plata | Monedas en Cobre |
| ------------- | ------------------- | ----------- | --------------------- | -------------- | ---------------- | ---------------- |
| Fernando VI   |                     |             | 1746 - 1759           | Si             | No               | No               |
| Carlos III    |                     |             | 1759 - 1788           | Si             | Si               | No               |
| Carlos IV     |                     |             | 1788 - 1808           | Si             | No               | No               |
| Fernando VII  |                     |             | 1808 - 1833           | Si             | Si               | Si               |

## Lista de los Reales Tesoreros y Administradores de la Casa de Moneda de Popayán
Título conferido por el rey Fernando VI de España por medio de la Real Cédula del 15 de agosto de 1749 a favor del filántropo, minero, principal propulsor y fundador de la casa de moneda, el aristócrata don Pedro Agustín de Valencia y Fernández del Castillo y de ahí a sus descendientes de la dinastía Valencia.
| Tesorero Perpetuo de la Casa de Moneda             | Periodo en funciones | Rey de España            | Datos sobre el Tesorero |
| -------------------------------------------------- | -------------------- | ------------------------ | --- |
| Pedro Agustín de Valencia y Fernández del Castillo | 1749 - 1788          | Fernando VI - Carlos III | Fundador y promotor de la Casa de Moneda y primer Tesorero de la Casa de Moneda. |
| Francisco de Valencia y Sáenz del Pontón           | 1788 - 1789          | Carlos III - Carlos IV   | Hijo del anterior tesorero, fue nombrado conde de Casa Valencia en 1789 por Carlos IV, siendo abolido el título de tesorero perpetuo y reincorporado a la corona española.                                                    |
| Administradores de la Casa de la Moneda            | Periodo en funciones | Rey de España            | Datos sobre el Administrador |
| Francisco de Valencia y Sáenz del Pontón           | 1789 - 1806          | Carlos IV - Fernando VII | Pasó a ser el administrador real de la ceca cuando se suprimió su cargo de tesorero perpetuo. Desde Popayán trasladó su residencia a Madrid, donde nacerían todos sus descendientes y gestionó sus negocios y títulos.        |
| Pedro Felipe de Valencia y Codallos                | 1806 - 1816          | Fernando VII             | Hijo del anterior conde, tesorero y administrador, prócer y mártir de la Independencia de la Nueva Granada. Visitó Popayán antes de su ejecución.                                                                             |
| María Teresa de Valencia y Junco Pimentel          | 1816 - 1821          | Fernando VII             | Hija del anterior administrador y conde, en 1820 Popayán es conquistada por las tropas libertadoras y al año siguiente quedaría clausurada la Casa de Moneda y abolido el cargo administrativo de los Valencia sobre la ceca. |

## Lista de los Reales Maestros y Ensayadores
| Nombre de los Maestros y Ensayadores                    | Periodo de trabajo | Marca en las monedas | Rey de España |
| ------------------------------------------------------- | ------------------ | -------------------- | --- |
| Juan Corchero                                           | 1758 - 1771        | J                    | Fernando VI - Carlos III                                                                                          |
| Juan Corchero - Estanislao Delgado                      | 1772 - 1776        | JS                   | Carlos III |
| Estanislao Delgado - Francisco Fernando de las Caxigas  | 1776 - 1791        | SF                   | Carlos III - Carlos IV                                                                                            |
| Juan Camilo Delgado - Francisco Fernando de las Caxigas | 1792 - 1804        | JF                   | Carlos IV |
| Juan Camilo Delgado - Tomás de la Rada                  | 1804 - 1805        | JT                   | Carlos IV |
| Juan Camilo Delgado - Francisco Mariano de Rada         | 1805 - 1816        | JF                   | Carlos IV - José I - Fernando VII (Colombia declara su independencia y Popayán es invadida por los vallecaucanos) |
| Francisco Mariano de Rada                               | 1816               | F                    | Fernando VII |
| Francisco Mariano de Rada - Manuel María Quijano        | 1816 - 1820        | FM                   | Fernando VII (Colombia se vuelve totalmente independiente)                                                        |
| Manuel María Quijano - Francisco Mariano de Rada        | 1819 - 1820        | MF                   | Fernando VII (Los patriotas conquistan Popayán en 1820)                                                           |
| Francisco Mariano de Rada - Mariano Álvarez Ramírez     | 1820 - 1821        | FR                   | República de la Gran Colombia                                                                                     |

Datos tomados de: Noticias de la Casa de Moneda de Popayán y sus ensayadores.